# Dealul Măgura
Dealul Măgura (ryska: Гора Мэгура) är en kulle i Moldavien. Den ligger i distriktet Făleşti, i den centrala delen av landet. Toppen på Dealul Măgura är 387 meter över havet.
Trakten runt Dealul Măgura består till största delen av jordbruksmark. Intill kullen står en kyrka och nordväst om kullen finns skog.